# Maria Skobtsova
La Mare Maria Skobtsova (20 de desembre [C.J. 8 de desembre] de 1891 a Riga, llavors gubèrnia de Livònia i part de l'Imperi Rus - 31 de març de 1945, camp de concentració de Ravensbrück, Alemanya) o Santa Maria de París rus: Мать Мария (Скобцова), nascuda Ielizaveta Iúrievna Skobtsova rus: Елизаве́та Ю́рьевна Скобцо́ва, Kuzminà-Karavàieva (rus: Кузьмина-Караваева) pel seu primer matrimoni, Skobtsova (rus: Скобцова) pel seu segon matrimoni, fou una noble russa, poetessa, monja de l'arquebisbat de les Esglésies russes a Europa Occidental del Patriarcat de Constantinoble, memorialista, assagista, i membre de la resistència francesa durant la segona Guerra Mundial. Fou canonitzada pel Patriarca de Constantinoble com a màrtir el gener de 2004.

## Vida

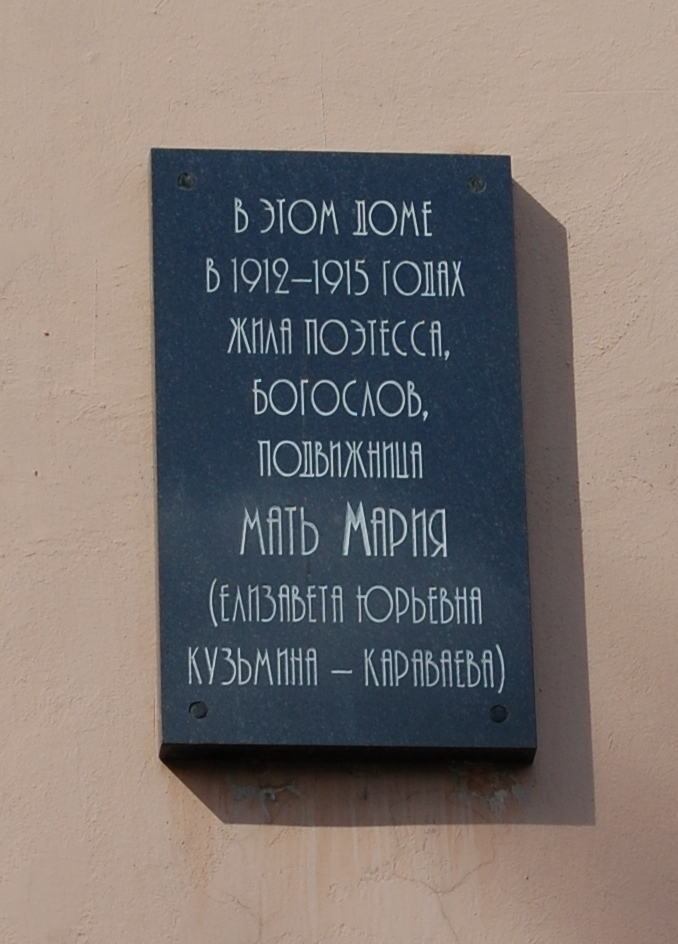
Placa commemorativa de Maria Skobtsova a Sant Petersburg

Nascuda en una família aristocràtica el 1891 a Riga, Letònia, llavors part de l'Imperi Rus. Se li va donar el nom de Ielizaveta Pilenko. el seu pare va morir quan era una adolescent, i va abraçar l'ateisme. El 1906 la seva mare es va traslladar amb la família a Sant Petersburg, on es va involucrar en els cercles intel·lectuals radicals. El 1910 es va casar amb un bolxevic anomenat Dmitri Kuzmín-Karavàiev. Durant aquest període de la seva vida va participar activament en els cercles literaris i va escriure molta poesia. El seu primer llibre, "Fragments escites" (rus: Скифские черепки Skifskie txerepkí), era una col·lecció de poesia d'aquest període. El 1913 el seu matrimoni amb Dimitri havia acabat i aquest últim es va convertir al catolicisme i va ser ordenat posteriorment al sacerdoci.
A través d'una mirada a la humanitat de Crist - "Ell també va morir. Va suar sang. Li pegaven a la cara..." - Va començar a retornar al cristianisme. Es va traslladar posteriorment, amb la seva filla, Gaiana, al sud de Rússia, on la seva devoció religiosa va augmentar.
Furiosa amb Lev Trotski per la cloenda del congrés del Partit Social-Revolucionari, ella va planejar el seu assassinat, però va ser dissuadit pels seus col·legues, que la van enviar a Anapa.
El 1918, després de la Revolució Bolxevic, fou elegida alcaldessa d'Anapa, al sud de Rússia. Quan l'anticomunista Exèrcit Blanc va prendre el control d'Anapa, l'alcalde va fugir i es va convertir en alcaldessa de la ciutat. L'Exèrcit Blanc la va dur a judici pel fet de ser bolxevic. No obstant això, el jutge era un antic professor seu, Daniel Skobtsov, i va ser absolta. Aviat els dos es van enamorar i es van casar.
Al cap de poc temps, la marea política tornava de nou. Per tal d'evitar el perill, Ielizaveta, Daniel, Gaiana, i la mare de Ielizaveta, Sófia, van fugir del país. Ielizaveta estava embarassada del seu segon fill. Van viatjar primer a Geòrgia (on va néixer el seu fill Iuri) i després a Iugoslàvia (on va néixer la seva filla Anastàsia). Finalment van arribar a París el 1923. Aviat Ielizaveta es dedicaria als estudis teològics i el treball social.
El 1926, Anastàsia va morir de grip. Gaiana va ser enviada a Bèlgica per anar a un internat. Aviat, el matrimoni de Daniel i Elizaveta s'esmicolà. Iuri va acabar vivint amb Daniel, i Ielizaveta es va traslladar al centre de París per treballar més directament amb els que estaven més necessitats.
El seu bisbe la va animar a prendre els vots com a monja, una cosa que ella va fer únicament amb la seguretat que no hauria de viure en un monestir, protegida del món. El 1932, amb el permís de Daniel Skobtov, se li va concedir un divorci eclesiàstic i va prendre els vots monàstics. Com a religiosa, va prendre el nom de Maria. El seu confessor era el pare Serguei Bulgàkov. Més tard, el P. Dmitri Klepinin seria enviat per ser el capellà de la casa.
La Mare Maria va fer d'una casa llogada a París el seu "convent". Era un lloc amb una porta oberta per als refugiats, els necessitats i els que estaven sols. Així mateix, aviat es va convertir en un centre per al debat intel·lectual i teològic. A la Mare Maria, aquests dos elements - servei als pobres i teologia - anaven del bracet.

## Mort
Després de la caiguda de França i durant l'ocupació nazi de París, l'alberg de la mare Maria al carrer Lurmel va esdevenir una de les seus de la Resistència. Al juny de 1942, quan els nazis van dur a terme detencions en massa de jueus a París i els van portar al Velòdrom d'Hivern, per enviar-los més tard a Auschwitz, la mare Maria va aconseguir treure quatre nens jueus en contenidors d'escombraries. Les cases a Lurmel i a Noisy-le-Grand es van convertir en un refugi per a jueus i presoners de guerra. El pare Dmitri Klepinin també va emetre certificats falsos de baptisme per a jueus i també l'ajudava de vegades.
El 8 de febrer de, 1943, la Gestapo detenia el seu fill Iuri i el 9 de febrer la mateixa Maria, que va ser tancada primer al Fort de Romainville i després enviada al camp de concentració de Ravensbrück. El 6 de febrer de 1944 Iuri moria al camp de concentració de Mittelbau-Dora (un "kommando" de Buchenwald). La mare Maria va ser executada a la cambra de gas de Ravensbruck el 31 de març de 1945, una setmana abans que el camp fos alliberat per l'Exèrcit Roig.

## Canonització
La mare Maria fou glorificada (canonitzada com a santa), per acció del Sant Sínode del Patriarcat Ecumènic el 16 de gener de 2004. L'exaltació de la Mare de Déu, juntament amb el P. Dimitri, Yuri, i Ilià Fondaminski van tenir lloc a la Catedral de Sant Alexandre Nevski a París els dies 1 i 2 de maig de 2004. La seva festa se celebra el 20 de juliol.
El 7 de maig de 1985 pel decret del Soviet Suprem de l'URSS se li va concedir l'Orde de la Guerra Patriòtica de grau II (a títol pòstum).
El 1985 el Yad va-Xem va reconèixer Maria Skobtsova i Dmitri Klepinin com a Justos entre les Nacions.

## Exemple de poesia
El juliol del 1942, quan es va publicar una ordre que obligava els jueus a portar l'estrella groga, va escriure un poema titulat "Israel":
Dos triangles, un estel,
L'escut del rei David, el nostre avantpassat.
Això és una elecció, no una ofensa.
El gran camí i no un mal.
Un cop més en un termini complert,
Un cop més rugeix la trompeta de la fi;
I el destí d'un gran poble
Una vegada més és proclamat pel profeta.
Tu ets perseguit de nou, Israel,
Però què pot significar la malícia humana per a tu,
Que has sentit el tro del Sinaí?